# Flandern-Rundfahrt 1994
Die Flandern-Rundfahrt 1994 war die 78. Austragung der Flandern-Rundfahrt, eines eintägigen Straßenradrennens. Es wurde am 3. April 1994 über eine Distanz von 268 km ausgetragen. Das Rennen wurde in einer der knappsten Entscheidung im Zielsprint von Gianni Bugno knapp vor Johan Museeuw und Andreï Tchmil gewonnen.

## Teilnehmende Mannschaften
| Polti-Vaporetto GB-MG Boys Maglificio-Technogym Lotto Mapei-CLAS TVM-Bison Kit Gewiss-Ballan | Novemail-Histor-Laser Computer Wordperfect Collstrop-Willy Naessens Jolly Componibili-Cage Lampre-Panaria ONCE | Trident-Schick Telekom-Merckx Motorola Castorama Navigare-Blue Storm Brescialat-Refin | Mercatone Uno-Medeghini ZG Mobili GAN Carrera Jeans-Tassoni Vlaanderen 2002-Eddy Merckx Kelme-Avianca-Gios | Palmans-Inco Coating Amore & Vita-Galatron Festina-Lotus Banesto |

## Ergebnis
| Rang | Fahrer              | Team                           | Zeit       |
| ---- | ------------------- | ------------------------------ | ---------- |
| 1    | Gianni Bugno        | Polti                          | 6h 45' 20" |
| 2    | Johan Museeuw       | GB-MG Maglificio               | gl. Zeit   |
| 3    | Andreï Tchmil       | Lotto                          | gl. Zeit   |
| 4    | Franco Ballerini    | Mapei-Clas                     | gl. Zeit   |
| 5    | Johan Capiot        | TVM-Bison Kit                  | + 1' 11"   |
| 6    | Fabio Baldato       | GB-MG Maglificio               | + 1' 54"   |
| 7    | Guido Bontempi      | Gewiss-Ballan                  | gl. Zeit   |
| 8    | Marc Sergeant       | Novemail-Histor-Laser Computer | gl. Zeit   |
| 9    | Edwig Van Hooydonck | WordPerfect                    | gl. Zeit   |
| 10   | Frank Corvers       | Collstrop-Assur Carpets        | gl. Zeit   |